# Justas Paleckis

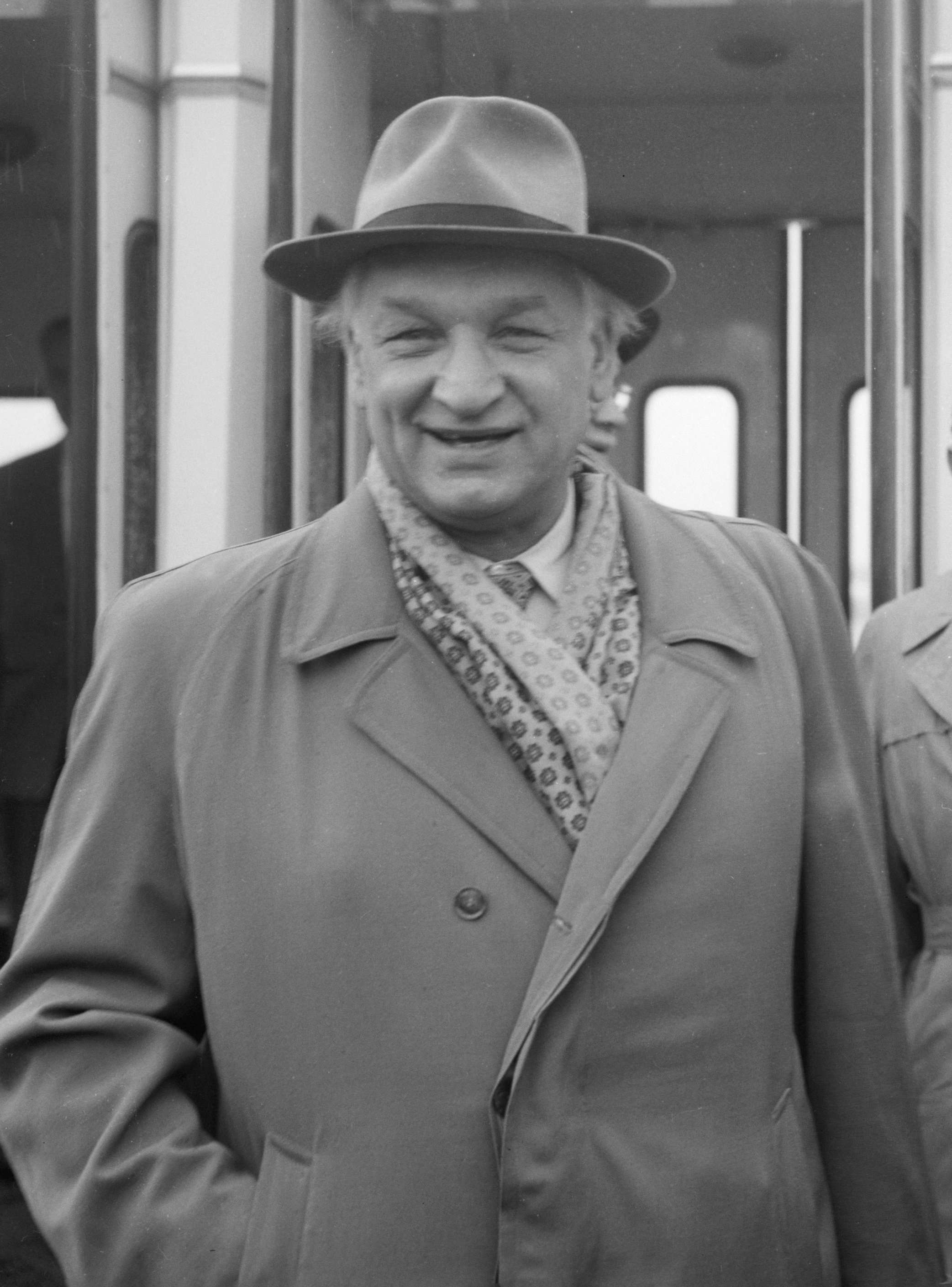
Justas Paleckis op Schiphol in 1961

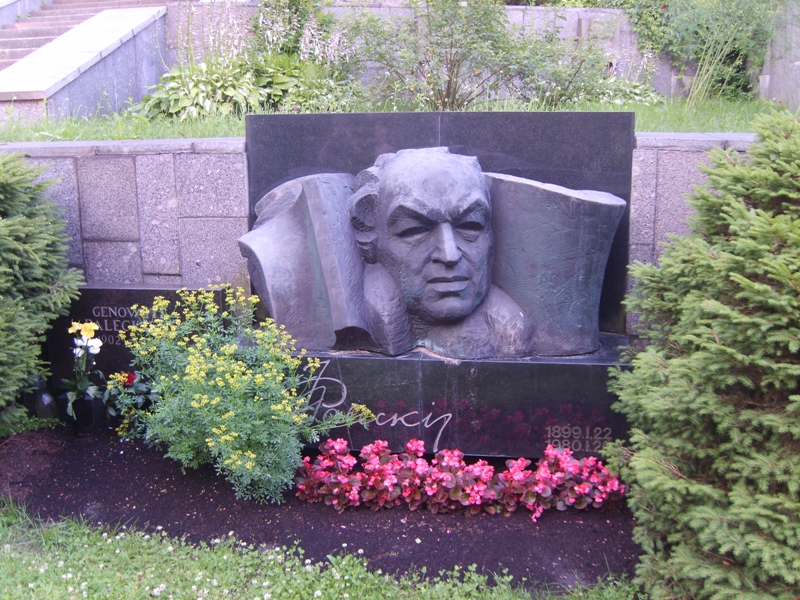
Graf van Justas Paleckis

Justas Paleckis (1899 - 1980) was een Litouws staatsman en journalist. 
Van 1926 tot 1927 was Paleckis directeur van het staatspersagentschap ELTA. Nadien was hij als journalist werkzaam. Hij viel op vanwege zijn kritiek ten opzichte van het regime. Na de Sovjet-Russische bezetting van Litouwen in juni 1940, werd de als links bekendstaande Paleckis door de Russen benoemd tot president (17 juni-21 juli 1940) en premier (17 juni-24 juni 1940). Op 14 en 15 juli hield Paleckis in opdracht van Stalin verkiezingen voor het parlement. Bij deze verkiezingen kon slechts worden gekozen voor kandidaten van het Litouwse Blok van het Werkende Volk (LTDS). Het nieuwe parlement 'vroeg' op 21 juli 1940 de Russische regering om Litouwen onder de naam Litouwse Socialistische Sovjetrepubliek op te nemen in de Unie van Socialistische Sovjetrepublieken. In augustus 1940 werd de Litouwse SSR geannexeerd en 'officieel lid' van de USSR.
In augustus 1940 werd Paleckis lid van de Litouwse Communistische Partij en Voorzitter van het Presidium van de Opperste Sovjet van de Litouwse SSR, en daarmee de facto staatshoofd. Hij bleef dit ambt vervullen tot april 1967. Hij bezat geen werkelijke macht, de echte macht werd uitgeoefend door de eerste secretaris van de Litouwse Communistische Partij. Tijdens de gebeurtenissen in juni tot en met augustus 1940 kreeg hij de werkelijke bedoelingen van de Sovjetbezetters door (d.i. sovjetisering en annexatie). Hierdoor meldde hij zich aanvankelijk ziek van ellende bij zijn Sovjetzetbazen maar wegens mogelijke represailles ging hij toch verder in dienst van de Sovjetbezetters van Litouwen.
Later bekleedde Paleckis verschillende hoge posten in Sovjet-Litouwen en de Sovjet-Unie. Tussen 1966 en 1970 was hij voorzitter van de Sovjet der Nationaliteiten, een van de twee kamers van het Sovjet-parlement.
Zoon Justas Vincas Paleckis werd Sovjet-diplomaat en was onder andere eerste secretaris in de ambassade van de USSR in de DDR. Later werd hij een politicus en momenteel is hij lid van het Europees parlement.
Kleinzoon Algirdas Paleckis is een Litouws politicus en was onder andere parlementslid en locoburgemeester van Vilnius.
Zowel zijn zoon als zijn kleinzoon hebben zich na de val van de Sovjet-Unie als uitgesproken pro-westerse en anti-Russische politici ontpopt.
- Bibliothèque nationale de France: cb12780747w (data)
- Gemeinsame Normdatei: 118591312
- International Standard Name Identifier: 0000 0001 0877 3858
- Library of Congress Control Number: n82082747
- Nationale Bibliotheek van Letland: 000014759
- Nationale Bibliotheek van Tsjechië: uk20181013912
- Nationale Bibliotheek van Israël: 987007279278505171
- Nationale Bibliotheek van Polen: a0000003042175
- Virtual International Authority File: 20472902
- WorldCat: E39PBJkXxXfyWDkfk3yhbgDH4q